# Rotation de Terrell
Pour les articles homonymes, voir Terrell.

À gauche, "photographie" instantanée d'un cube se déplaçant perpendiculairement à une vitesse relativiste, au moment où il passe devant l'observateur, en ne tenant compte que de la contraction des longueurs.
À droite, son apparence visuelle dans les mêmes conditions, avec la rotation de Terrell prise en compte.

La rotation de Terrell est la déformation apparente d'un objet ayant une vitesse relativiste, celui-ci paraissant être pivoté, du fait de la différence de distance entre divers points de l'objet et l'observateur.
Elle fut expliquée pour la première fois en 1924 dans un article du physicien autrichien Anton Lampa,. Le phénomène semble toutefois oublié jusqu'à la publication indépendante d'articles par le mathématicien britannique Roger Penrose, et le physicien américain James Terrell, en 1959.
Penrose a établi qu'une sphère apparaît exactement circulaire à tout observateur, quel que soit l'état de mouvement de celui-ci par rapport à elle. Terrell a effectué une étude systématique de l'apparence des objets en mouvement, mettant en évidence l'effet de rotation.
À cause d'une controverse subséquente sur la paternité de la découverte, on l'appelle aussi parfois effet de Penrose-Terrell, effet de Terrell-Penrose ou effet de Lampa-Terrell-Penrose.

## Description

Une sphère, se déplaçant à différentes vitesses vers la droite, est observée à une distance de trois diamètres à partir du point le plus proche de la surface (croix rouge).
À gauche, mesure de la sphère contractée.
À droite, aspect visuel de la sphère. Elle reste sphérique.

La relativité restreinte explique comment la longueur d'un objet est contracté lorsqu'il se déplace à une vitesse relativiste par rapport à l'observateur. Mais cela ne se traduit pas par une apparence contractée, car toute la surface de l'objet ne se situe pas à la même distance de l'observateur. Les faisceaux lumineux ayant une plus grande distance à parcourir mettront plus de temps à arriver à l'observateur. Ainsi, ce que l'observateur voit effectivement n'est pas un instantané de l'objet mais une superposition de ses différents états au cours du temps. C'est une application de l'adage "Voir loin, c'est voir dans le passé" à l'échelle d'un objet.
Lorsque l'objet sous-tend un faible angle solide (ou de manière équivalente, lorsque l'observateur est loin de l'objet relativement à la taille de ce dernier) et se déplace perpendiculairement à la ligne de vue, la déformation visuelle ainsi induite est indiscernable (sauf pour le mouvement) de celle que l'objet aurait subi s'il avait été tourné d'un angle de {\displaystyle \arcsin {\frac {v}{c}}} radians, où {\displaystyle v} est la vitesse de l'objet dans le référentiel de l'observateur et {\displaystyle c} la vitesse de la lumière. Ainsi, une sphère restera d'apparence sphérique.
Il est en fait possible de déterminer  exactement et en toute généralité où et quand chaque point d'un objet sera perçu dans le champ de vision. Terrell démontre dans son article que cette transformation du champ de vision est conforme.

## Impact historique
Les articles de Terrell et Penrose déclenchèrent une série d'autres articles réinterprétant les résultats de la relativité restreinte avec cette correction,,,,,,,. Bien qu'ils ne modifièrent aucunement les mathématiques sous-jacentes, ces articles corrigèrent une compréhension erronée des prédictions optiques de la relativité restreinte.

#### Publications originales
- [Lampa 1924] (de) Anton Lampa, « Wie erscheint nach der Relativitätstheorie ein bewegter Stab einem ruhenden Beobachter? » [« Comment, d'après la théorie de la relativité, une règle en mouvement apparaît-elle à un observateur au repos ? »], Z. Phys., vol. 27, no 1,‎ déc. 1924, p. 138-148 (OCLC 5653316815, DOI 10.1007/BF01328021, Bibcode 1924ZPhy...27..138L, résumé, lire en ligne [PDF])  — art. reçu le 12 juill. 1924.
- [Penrose 1959] (en) Roger Penrose, « The apparent shape of a relativistically moving sphere » [« La forme apparente d'une sphère en mouvement relativiste »], Math. Proc. Camb. Philos. Soc., vol. 55, no 1,‎ janv. 1959, p. 137-139 (OCLC 8271517101, DOI 10.1017/S0305004100033776, Bibcode 1959PCPS...55..137P, lire en ligne)  — art. reçu le 29 juill. 1958.
- [Terrell 1959] (en) James Terrell, « Invisibility of the Lorentz contraction » [« Invisibilité de la contraction de Lorentz »], Phys. Rev., vol. 116, no 4,‎ nov. 1959, p. 1041-1045 (OCLC 4435752256, DOI 10.1103/PhysRev.116.1041, Bibcode 1959PhRv..116.1041T, résumé, lire en ligne)  — art. reçu le 22 juin 1959.

#### Dictionnaires et encyclopédies
- [Taillet, Villain et Febvre 2013] Richard Taillet, Loïc Villain et Pascal Febvre, Dictionnaire de physique, Louvain-la-Neuve, De Boeck supérieur, hors coll. / sciences, fév. 2013, 3e éd. (1re éd. mai 2008), 1 vol., X-899, ill., fig., tabl. et index, 17 × 24 cm, br. (ISBN 978-2-8041-7554-2, EAN 9782804175542, OCLC 842156166, BNF 43541671, SUDOC 167932349, présentation en ligne, lire en ligne), s.v. Terrell-Penrose (effet), p. 674, col. 1.

#### Ouvrages d'introduction
- [Gourgoulhon 2010] Éric Gourgoulhon (préf. de Thibault Damour), Relativité restreinte : des particules à l'astrophysique, Les Ulis et Paris, EDP Sciences et CNRS, coll. « Savoirs actuels / physique », mai 2010, 1re éd., 1 vol., XXVI-776, ill. et fig., 15,5 × 23 cm, br. (ISBN 978-2-7598-0067-4 et 978-2-271-07018-0, EAN 9782759800674, OCLC 690639994, BNF 41411713, SUDOC 14466514X, présentation en ligne, lire en ligne).